# Cirque du Soleil
Cirque du Soleil
(hrv. "Cirkus sunca") najveća je svjetska cirkuska trupa sa sjedištem u Kanadi. Sjedište se nalazi u Saint- Michelu, a osnovali su ga u Baie-Saint-Paulu bivši ulični izvođači Guy Laliberté i Gilles Ste-Croix 16. lipnja 1984. godine.
Osnovan je kao izvođačka trupa pod nazivom "Les Echassiers" i bio je na turneji po Quebecu u različitim izvedbama između 1979. i 1983. Njihove početne financijske poteškoće olakšane su 1983. vladinom potporom Kanadskog vijeća za umjetnost za nastup u sklopu proslave 450. obljetnice putovanja Jacquesa Cartiera u Kanadu.
Njihova prva službena produkcija "Le Grand Tour du Cirque du Soleil" bila je uspješna 1984., a nakon što je osigurao drugu godinu financiranja, Laliberté je angažirao Guya Carona iz Nacionalne cirkuske škole da oformi "pravi cirkus". Njegov teatarski pristup s ljudskim likovima i odsutnost životinja pomogli su definirati Cirque du Soleil kao moderni cirkus ("nouveau cirque") kakav je danas.
Dana 24. studenog) 2020. objavljeno je da je tvrtka izašla iz stečaja i da je
prodana bivšem izvršnom direktoru "MGM Resorts International" Jimu Murrenu i kanadskoj investicijskoj tvrtki "Catalyst Capital".